# 2019-es francia labdarúgókupa-döntő
A 2019-es francia labdarúgókupa-döntő a 102. döntő volt a Coupe de France történetében. A mérkőzést a Stade de Franceban, Párizsban rendezték 2019. április 27-én. A két részvevő a Paris Saint-Germain és a Stade Rennais volt.
A Stade Rennais nyerte meg a kupát, miután a döntőben 2–2-es 120 percet követően büntetőpárbajban legyőzte a Paris Saint-Germain-t. Ezzel megszerezték a 3. Francia Kupa-győzelmüket.

## Út a döntőbe
| Rennes      | Rennes           | Forduló             | Paris Saint-Germain | Paris Saint-Germain |
| ----------- | ---------------- | ------------------- | ------------------- | ------------------- |
| Ellenfél    | Végeredmény      |                     | Ellenfél            | Végeredmény         |
| Brest       | 2–2 (t: 5–4) (H) | A legjobb 64 között | Pontivy             | 4–0 (V)             |
| Saint-Pryvé | 2–0 (V)          | A legjobb 32 között | Strasbourg          | 2–0 (H)             |
| Lille       | 2–1 (H)          | Nyolcaddöntő        | Villefranche        | 3–0 (h.u) (V)       |
| Orléans     | 2–0 (H)          | Negyeddöntő         | Dijon               | 3–0 (H)             |
| Lyon        | 3–2 (V)          | Elődöntő            | Nantes              | 3–0 (H)             |

- megjegyzés: H = hazai , V = vendég

## A mérkőzés
| 2019. április 27. 21:00 |

| Rennes                                              | 2–2 (h. u.)       | Paris Saint-Germain                            |
| --------------------------------------------------- | ----------------- | ---------------------------------------------- |
| Kimpembe 40' Mexer 66'                              | (1–2) Jegyzőkönyv | Dani Alves 13' Neymar 21'                      |
| Büntetőpárbaj                                       |                   |                                                |
| Niang Ben Arfa Grenier Lea Siliki ben-Szebajni Sarr | 6–5               | Cavani Dani Alves Paredes Bernat Neymar Nkunku |

| Stade de France, Párizs Játékvezető: Ruddy Buquet |

| Rennes | Paris Saint-Germain |

| GK             | 40 | Tomáš Koubek        |      |      |
| RB             | 27 | Hamari Traoré       |      |      |
| CB             | 3  | Damien Da Silva     |      |      |
| CB             | 4  | Mexer               | 68'  |      |
| LB             | 15 | Rámi ben-Szebajni   | 112' |      |
| CM             | 21 | Benjamin André      | 97'  |      |
| CM             | 8  | Clément Grenier     | 24'  |      |
| RW             | 7  | Ismaïla Sarr        |      |      |
| AM             | 18 | Hatem Ben Arfa      |      |      |
| LW             | 14 | Benjamin Bourigeaud | 71'  | 106' |
| CF             | 11 | M’Baye Niang        | 107' |      |
| Cserék:        |    |                     |      |      |
| GK             | 16 | Abdoulaye Diallo    |      |      |
| DF             | 2  | Mehdi Zeffane       |      |      |
| DF             | 26 | Jérémy Gelin        |      |      |
| MF             | 6  | Jakob Johansson     |      |      |
| MF             | 12 | James Lea Siliki    | 118' | 106' |
| MF             | 22 | Romain Del Castillo |      |      |
| MF             | 23 | Adrien Hunou        |      |      |
| Vezetőedző:    |    |                     |      |      |
| Julien Stéphan |    |                     |      |      |

| GK            | 16 | Alphonse Aréola          |      |      |        |
| RB            | 31 | Colin Dagba              |      | 106' |        |
| CB            | 5  | Marquinhos               |      |      |        |
| CB            | 3  | Presnel Kimpembe         |      |      |        |
| LB            | 14 | Juan Bernat              |      |      |        |
| DM            | 6  | Marco Verratti           | 29'  |      |        |
| CM            | 13 | Dani Alves               |      |      |        |
| CM            | 23 | Julian Draxler           |      | 91'  |        |
| RW            | 11 | Ángel Di María           | 55'  | 75'  |        |
| CF            | 7  | Kylian Mbappé            | 118′ |      |        |
| LW            | 10 | Neymar                   | 44'  |      |        |
| Cserék:       |    |                          |      |      |        |
| GK            | 1  | Gianluigi Buffon         |      |      |        |
| DF            | 20 | Layvin Kurzawa           |      |      |        |
| MF            | 8  | Leandro Paredes          | 95'  | 75'  |        |
| MF            | 24 | Christopher Nkunku       |      |      | 120+1' |
| FW            | 9  | Edinson Cavani           |      | 91'  |        |
| FW            | 17 | Eric Maxim Choupo-Moting |      |      |        |
| FW            | 27 | Moussa Diaby             |      | 106' | 120+1' |
| Vezetőedző:   |    |                          |      |      |        |
| Thomas Tuchel |    |                          |      |      |        |

| Asszisztensek: Guillaume Débart Julien Pacelli Negyedik játékvezető:: Jérôme Miguelgorry Videó bíró: Clément Turpin Videó bíró asszisztens: Thomas Léonard | Szabályok - 90 perc rendes játékidő - 30 perc hosszabbítás döntetlen esetén - Tizenegyesek, ha a hosszabbítás végén is döntetlen az állás - Hét cserejátékos nevezhető - Maximum négy bevethető, három rendes játékidőben és egy pedig a hosszabbításban |